# David Toop
David Toop (* 5. května 1949) je anglický hudebník a spisovatel. Narodil se v Londýně, ale brzy se s rodinou přestěhoval do Waltham Cross. Studoval na Hornsey College of Art. Přispívá do časopisů The Wire a The Face. Byl členem kapely The Flying Lizards, stejně jako improvizačního uskupení Alterations. V roce 1984 vydal knihu o hip hopu nazvanou Rap Attack. Později vydal několik dalších knih, například Ocean of Sound. Ta pojednává o ambientní hudbě.